# Tirfing (1866)
Tirfing, officiellt HM Pansarbåt Tirfring, var en monitor / 2:klass pansarbåt i svenska flottan. Hon utrangerades 1922. Bogserades 1923 till Tyskland och skrotades där.